# Glyphaea brevis
Glyphaea brevis  es una especie de plantas con flores  perteneciente a la familia de las  Malvaceae. Es originario de África tropical. 

## Descripción
Es un arbusto o pequeño árbol que alcanza los 1.5 a 20 m de altura, a menudo desordenado; con las ramillas escasamente estrellado - pubérulas, posteriormente glabras. Las hojas son ovadas, obovadas, obovado- lanceoladas u oblongas a elípticas de 5-25 cm de largo y 1,5 a 14 cm de ancho, acuminadas en el ápice. Las flores de hasta 4,5 cm de diámetro con los sépalos en el interior verdes, amarillos; los pétalos dorados o amarillo limón. El fruto de color marrón, en forma de huso, con 3.5-7.6 cm de largo, 1.2-1.6 cm de ancho, con reborde y pico. Semillas elipsoides irregulares de 4 mm de largo, 3 mm de ancho, arrugada cuando está seca.

## Distribución
Se distribuyen desde Guinea-Bisáu a Camerún, Guinea Ecuatorial, Bioko, Gabón, Congo (Brazzaville), República Centroafricana, Congo (Kinshasa), Sudán, Uganda, Tanzania y Angola, a una altitud de 650-1500 metros.

## Sinonimia
- Capparis brevis Spreng. basónimo
- Glyphaea grewioides Hook.f.
- Grewia lateriflora G.Don (1831)
- Glyphaea lateriflora (G.Don) Hutch. & Dalziel (1927)
- Glyphaea monteiroi Hook.f.
- Grewia latiunguiculata K.Schum.[2]